# 伊娜·恩德
伊娜·恩德（Ina Ender，1917年7月9日—2008年3月27日）是一位德国裁缝、时尚模特、德国抵抗运动成员，也是德国最早的刑警之一。
1932年，伊娜·恩德加入德国青年共产主义联盟，并参加反对纳粹政权的政治活动。 
1936年9月14日，她与德国抵抗运动活躍分子汉斯·劳滕施拉格 (Hans Lautenschläger）结婚。 
1942年9月，伊娜·恩德被盖世太保逮捕。 伊娜·恩德最终被判处6年监禁 。1945年5月7日，伊娜·恩德获释。 
1945年5月，伊娜·恩德出任布兰德-埃尔比斯多夫副市长 。
東德成立後，她是德国统一社会党的黨員。 1965年至1967年期間，她是对外贸易技术学院学务处处长。  1967年，伊娜·恩德因健康原因退休。  兩德統一後，伊娜·恩德繼續支持民主社会主义。